# VfR Köln 04 rrh.
VfR Köln 04 rrh. was een Duitse voetbalclub uit Keulen.

## Geschiedenis
De club werd in 1904 gesticht als FC Germania Kalk, Kalk was tot 1910 een zelfstandig gemeente alvorens een deel werd van Keulen. In 1909 fuseerde de club met FC Kalk 05 en werd zo SV Kalk 04. De club speelde in de hoogste klasse van de Zuidrijncompetitie, een van de hoogste klassen van de West-Duitse voetbalbond. Na twee middelmatige seizoenen fuseerde de club in 1911 met FC Borussia 06 Mülheim en nam de naam VfR Mülheim-Kalk aan. Mülheim was in deze tijd nog geen stadsdeel van Keulen. In 1912/13 degradeerde de club. Na dat ook Mülheim tot Keulen ging horen werd de naam gewijzigd in VfR Köln 04 rrh. Na de oorlog speelde de club weer in de hoogste klasse van de Zuidrijncompetitie, die na één jaar vervangen werd door de nieuwe Rijncompetitie. Na twee tweede plaatsen in 1922/23 en 1923/24 achter Kölner BC 01 werd de club het seizoen erop groepswinnaar, maar moest de algemene titel aan Rheydter SpV 05 laten. De club mocht wel naar de West-Duitse eindronde voor vicekampioenen. VfR versloeg eerst 1. Casseler BC Sport 1894 en verloor dan van TuRU 1880 Düsseldorf. Het volgende seizoen stond de club opnieuw tegenover Rheydt in de finale, maar trok deze keer aan het langste eind. In de eindronde werd de club West-Duits kampioen in de groepsfase met zeven clubs en plaatste zich zo ook voor de eindronde om de landstitel. De club verloor in de eerste ronde van SV Norden-Nordwest 98 Berlin. In 1927/28 werd de club groepswinnaar en in de finale vicekampioen achter SpVgg Sülz 07. De club mocht wel naar de eindronde waar ze meteen verslagen werden door CSC 03 Kassel. De volgende jaren eindigde de club in de middenmoot.
In 1933 kwam de NSDAP aan de macht in Duitsland en werd de competitie gereorganiseerd. De West-Duitse bond met zijn acht competities verdween en maakte plaats voor drie Gauliga's. Als derde in zijn groep plaatste VfR zich voor de Gauliga Mittelrhein.
In het eerste seizoen werd de club meteen vicekampioen achter Mülheimer SV 06. Het volgende seizoen werd de club kampioen en plaatste zich zo voor de eindronde om de landstitel. In een groep met VfL Benrath, SV Phönix 03 Ludwigshafen en VfR Mannheim werd de club gedeeld laatste. Het volgende seizoen eindigde VfR slechts zevende, maar in 1936/37 werd opnieuw de titel behaald. In de eindronde werd de club opnieuw laatste in een groep met 1. FC Nürnberg, Fortuna Düsseldorf en Waldhof Mannheim. Opnieuw eindigde de club het seizoen na de titel slecht en kon het behoud slechts verzekeren door een beter doelsaldo van één goal op Bonner FV 01. Na twee middenmootplaatsen werd VfR nog gedeeld tweede achter VfL Köln 1899 in 1940/41. Het volgende seizoen ging de club in de Gauliga Köln-Aachen spelen en werd opnieuw gedeeld tweede achter VfL. In 1942/43 moest de club SV Victoria 1911 Köln laten voorgaan. Hierna ging de club een tijdelijke fusie aan met Mülheimer SV om een volwaardig team te kunnen opstellen tijdens de Tweede Wereldoorlog. Als KSG VfR 04/Mülheimer Köln werd de club derde, het laatste oorlogsseizoen werd niet voltooid.
Na de oorlog speelde club in 1946/47 in de Rijncompetitie en werd kampioen. In de eindronde versloeg de club Holstein Kiel, Borussia Dortmund en SC Rot-Weiß Oberhausen en werd West-Duits kampioen, maar er was geen verdere eindronde dat jaar om de algemene titel. De club plaatste zich zo wel voor de nieuwe Oberliga West. De club werd voorlaatste en degradeerde. Het volgende seizoen kwalificeerde de club zich niet voor de II. Liga die ingevoerd zou worden als hoogste klasse, waarop de club een tweede maal fuseerde met Mülheimer SV en deze keer voorgoed. De nieuwe naam werd SC Rapid Köln, het latere FC Viktoria Köln 1904.

## Erelijst
Kampioen West-Duitsland
1926
Rijnkampioen
1926
Gauliga Mittelrhein
1935, 1937